# Championnat de Pologne de football 1972-1973
Navigation
Édition précédente Édition suivante
La saison 1972-1973 du championnat de Pologne est la quarante-cinquième saison de l'histoire de la compétition. Cette édition a été remportée par le Stal Mielec, devant le Ruch Chorzów.

## Les clubs participants
| Club               | Ville     |
| ------------------ | --------- |
| Gornik Zabrze      | Zabrze    |
| Gwardia Varsovie   | Varsovie  |
| Lech Poznań        | Poznań    |
| Legia Varsovie     | Varsovie  |
| LKS Łódź           | Lódź      |
| Odra Opole         | Opole     |
| Pogoń Szczecin     | Szczecin  |
| Polonia Bytom      | Bytom     |
| ROW Rybnik         | Rybnik    |
| Ruch Chorzów       | Chorzów   |
| Stal Mielec        | Mielec    |
| Wisła Cracovie     | Cracovie  |
| Zagłębie Sosnowiec | Sosnowiec |
| Zagłębie Wałbrzych | Wałbrzych |

## Compétition

### Classement
| Rang | Équipe             | Pts | J  | G  | N  | P  | Bp | Bc | Diff |
| ---- | ------------------ | --- | -- | -- | -- | -- | -- | -- | ---- |
| 1    | Stal Mielec        | 36  | 26 | 13 | 10 | 3  | 47 | 21 | +26  |
| 2    | Ruch Chorzów       | 33  | 26 | 13 | 7  | 6  | 29 | 16 | +13  |
| 3    | Gwardia Varsovie   | 30  | 26 | 8  | 14 | 4  | 31 | 22 | +9   |
| 4    | Górnik Zabrze (T)  | 30  | 26 | 10 | 10 | 6  | 23 | 15 | +8   |
| 5    | Wisła Cracovie     | 30  | 26 | 13 | 4  | 9  | 31 | 28 | +3   |
| 6    | ŁKS Łódź           | 29  | 26 | 9  | 11 | 6  | 26 | 26 | 0    |
| 7    | ROW Rybnik (P)     | 26  | 26 | 8  | 10 | 8  | 20 | 21 | -1   |
| 8    | Legia Varsovie (C) | 23  | 26 | 6  | 11 | 9  | 29 | 28 | +1   |
| 9    | Pogoń Szczecin     | 23  | 26 | 8  | 7  | 11 | 28 | 30 | -2   |
| 10   | Zagłębie Sosnowiec | 22  | 26 | 8  | 6  | 12 | 30 | 31 | -1   |
| 11   | Zagłębie Wałbrzych | 22  | 26 | 8  | 6  | 12 | 22 | 31 | -9   |
| 12   | Lech Poznań (P)    | 22  | 26 | 6  | 10 | 10 | 16 | 26 | -10  |
| 13   | Polonia Bytom      | 20  | 26 | 7  | 6  | 13 | 20 | 42 | -22  |
| 14   | Odra Opole         | 18  | 26 | 3  | 12 | 11 | 21 | 36 | -15  |

| Légende | Légende                                                                                      |
| ------- | -------------------------------------------------------------------------------------------- |
|         | Coupe des clubs champions européens 1973-1974 (1er tour)                                     |
|         | Coupe d'Europe des vainqueurs de coupe 1973-1974 (1er tour)                                  |
|         | Coupe UEFA 1973-1974 (1er tour)                                                              |
|         | Barrage de maintien face au troisième et au quatrième de II Liga                             |
|         | (T) : Tenant du titre 1971-1972 (C) : Vainqueur de la Coupe de Pologne 1972-1973 (P) : Promu |

### Matches de barrage
|  | Barrages      |   |   |
|  |               |   |   |
|  |               |   |   |
|  |               |   |   |
|  | Polonia Bytom | 0 | 2 |
|  | Polonia Bytom | 0 | 2 |
|  | GKS Katowice  | 0 | 0 |
|  | GKS Katowice  | 0 | 0 |

|  | Barrages        |   |   |
|  |                 |   |   |
|  |                 |   |   |
|  |                 |   |   |
|  | Odra Opole      | 0 | 1 |
|  | Odra Opole      | 0 | 1 |
|  | Hutnik Cracovie | 0 | 0 |
|  | Hutnik Cracovie | 0 | 0 |

## Bilan de la saison
| Tableau d'Honneur |                |
| Compétition       | Vainqueur      |
| I Liga            | Stal Mielec    |
| Coupe de Pologne  | Legia Varsovie |

| Promotions et relégations |                                |
| Relégué en II Liga        | Aucun                          |
| Promus de II Liga         | Śląsk Wrocław Szombierki Bytom |

| Qualifications européennes 1973-1974   |                               |
| Coupe des clubs champions européens    | Qualifié                      |
| 1er tour                               | Stal Mielec                   |
| Coupe d'Europe des vainqueurs de coupe | Qualifié                      |
| 1er tour                               | Legia Varsovie                |
| Coupe UEFA                             | Qualifiés                     |
| 1er tour                               | Ruch Chorzów Gwardia Varsovie |

## Meilleurs buteurs
| # | Joueur            | Équipe         | Buts |
| - | ----------------- | -------------- | ---- |
| 1 | Grzegorz Lato     | Stal Mielec    | 13   |
| 2 | Kazimierz Kmiecik | Wisła Cracovie | 12   |
|   | Ryszard Sarnat    | Wisła Cracovie | 12   |